# Landolphia angustisepala
Landolphia angustisepala är en oleanderväxtart som beskrevs av Marcel Pichon. Landolphia angustisepala ingår i släktet Landolphia och familjen oleanderväxter. Inga underarter finns listade i Catalogue of Life.